# OOIOO
OOIOO es un grupo japonés exclusivamente femenino fundado por la percusionista, trompetista y vocalista de la banda Boredoms: Yoshimi P-We.

## Historia
En 2006 el grupo lanzó Taiga, su quinto álbum de estudio. El nombre deriva del vocablo taiga, que en ruso significa bosque, y río grande en japonés. Como parte de la promoción del mismo, se acordaron seis conciertos en Estados Unidos, de los cuales el primero gozó de entradas agotadas.
En 2009 OOIOO dio a conocer Armonico Hewa, y al igual que su predecesor, se lanzó con un título multilingüe,
esta vez combinando español y suajili.

## Estilo
La mayoría de la música de OOIOO se origina en improvisaciones. Sus primeros trabajos mantenía una reminiscencia a la música del grupo original Boredoms, con tambores tribales mezclados con ritmos psicodélicos, aunque Yoshimi P-We se encargó de diferenciar ambos procesos creativos y afirmó que en Boredoms la música «estaba estructurada hasta en los más mínimos detalles». Kieran McCarthy de Allmusic opinó que su estilo «es difícil de describir, ya que incluye cánticos y sonidos sin ningún patrón preestablecido», y valora su música como «una furiosa amalgama de guitarras rítmicas, vocales sin un patrón y efectos enérgicos». En una entrevista con Pitchfork Media, la fundadora de OOIOO expresó sobre el proceso de composición de canciones:

Cuando transformas la improvisación en una canción que las personas pueden escuchar, es difícil recrear la improvisación original cada vez, porque hay que tocar en un lugar y en un tiempo diferente.

A fin de utilizar el impulso inicial de la improvisación, reestructuramos las improvisaciones en canciones. Una vez que es estructurada, ya no es improvisación.referencia	

## Discografía

### Álbumes
- OOIOO (1997)
- Feather Float (1999)
- Gold and Green (2000)
- Kila Kila Kila (2003)
- Taiga (2006)
- Armonico Hewa (2009)
- Gamel (2014)

### EP
- OOEYヨOO -EYヨ REMIX (Eye Remix EP) (2007)

### Álbumes compilatorios
- Shock City Shockers 2 (2000)

Compilación de remixes por Yamantaka Eye, Kan Takagi, Nobukazu Takemura, y Kiyoshi Izumi. También incluye «Open Your Eyes, You Can Fly», un cover de la canción de jazz fusión de Chick Corea y Flora Purim.
- COCOCOOOIOO: The Best of Shock City 1997–2001

Canciones destacadas de los tres primeros álbumes, con una pista remix de álbum compilatorio previo Shock City Shockers 2.